# Orgues de Flandre
Les Orgues de Flandre (également connues sous le nom de « cité des Flamands ») sont un ensemble de bâtiments d'habitation situé dans le quartier de la Villette, dans le 19e arrondissement de Paris. Ils comprennent la tour Prélude, le plus haut immeuble d'habitation (123 m) de Paris, 3ème tour d'habitation la plus haute de France (derrière la Tour Défense 2000 et la tour France à Puteaux), et le sixième plus haut bâtiment de la capitale,.

## Histoire
À cet endroit, se trouvait une cité ouvrière établie au milieu du XIXe siècle, composée d'édifices de cinq ou six étages.
Les Orgues de Flandre ont été construites entre 1973 et 1980 par l'architecte allemand Martin Schulz van Treeck, en lieu et place de la cité des Flamands, jugée vétuste.
La porte de la cité, construite en 1850, est le seul élément de l'ancienne cité qui fut conservé. Elle fut déplacée de 40 mètres par rapport à sa position d'origine, et l'inscription « Cité des Flamands » qu'elle portait fut remplacée par « Porte des Flamands ».
Un important programme de rénovation est entrepris dans les années 2010, alors qu'il est compris au sein du quartier prioritaire Stalingrad-Riquet. Il inclut la rénovation totale des tours Prélude et Sonate (notamment la pose d'un isolant habillé de plaques d'acier jusqu'au sommet en 2017-2018), la rénovation thermique des tours Fugue et Cantate (et à terme la pose du même habillage de plaques d'acier), ainsi que le réaménagement des espaces publics.

## Localisation
Les tours sont situées de part et d'autre de la rue Archereau dans le 19e arrondissement de Paris, aux 67-107 avenue de Flandre et 14-24 rue Archereau et sont aussi accessibles par la rue Riquet. Elles sont desservies par les stations Crimée et Riquet, sur la ligne 7 du métro de Paris.

## Description
Sur une surface d’environ 6 hectares, elles sont constituées de quatre tours de logements, de deux bâtiments de 15 étages en gradins sortants ou rentrants sur l'avenue de Flandre et d'autres immeubles plus bas répartis sur un terrain de 6 hectares. Elles comptent un total de 1950 logements.
|                      | Année de construction | Hauteur | Nombre d'étages | Nombre de logements |
| -------------------- | --------------------- | ------- | --------------- | ------------------- |
| Tour 1 (Prélude)     | 1979                  | 123 m   | 39              | 254                 |
| Tour 2 (Fugue)       | 1974                  | 108 m   | 35              |                     |
| Tour 3 (Cantate)     | 1970                  | 101 m   | 30              | 180                 |
| Tour 4 (Sonate)      | 1972                  | 90 m    | 25              |                     |
| Orgues de Flandre V  | 1973                  | 48 m    | 15              | 30                  |
| Orgues de Flandre VI | 1980                  | 48 m    | 15              | 30                  |

## Gestion
Les tours Sonate et Prélude, ainsi que les immeubles Orgues de Flandre V et VI sont gérés par le bailleur social Immobilière 3F. La tour Prélude contient ainsi 524 logements sociaux.
Les tours Fugue et Cantate sont pour leur part des copropriétés.

## Dans la fiction
- Le Péril jeune, un film français réalisé par Cédric Klapisch sorti en 1994 et considéré comme un film culte des années 1990[11], se déroule presque entièrement dans le 19e arrondissement. « C'est marrant, quand je suis triste, je trouve que c'est moche. Quand je vais bien, je trouve ça super beau » dit Christine (jouée par Hélène de Fougerolles) en contemplant d'un toit le quartier et les Orgues de Flandre.

- Les Orgues de Flandre, un roman écrit par Maurice Cury publié en 1997 par E.C. Éditions.